# زدین

منطقه زدین

زدین (به عربی: زدین) یک شهرداری در الجزایر است که در استان عین الدفلی واقع شده‌است.